# Processi di Majdanek

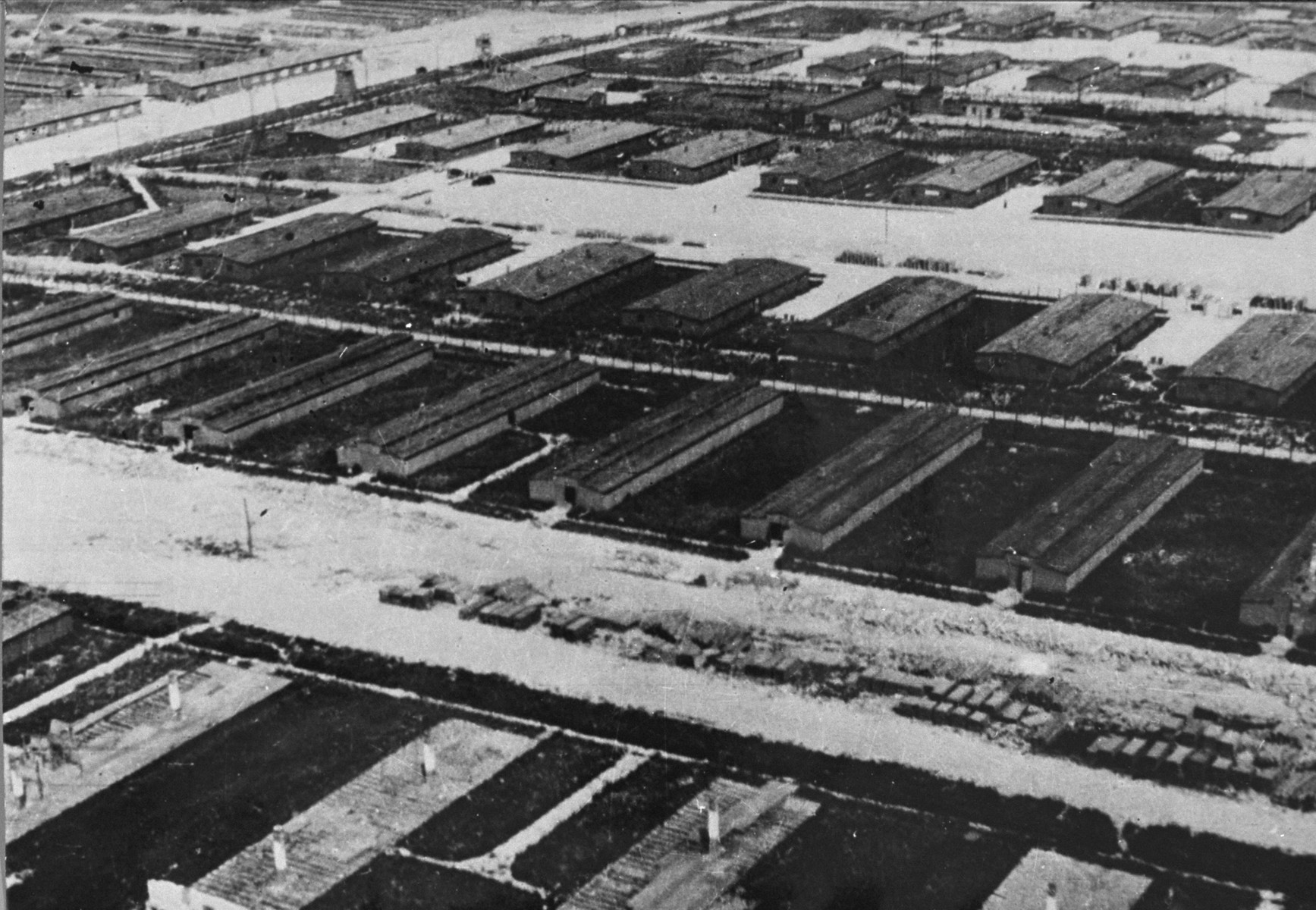
Il campo di concentramento di Majdanek (24 giugno 1944) dalle collezioni del Museo di Majdanek: in basso le caserme in costruzione, in alto le caserme funzionanti

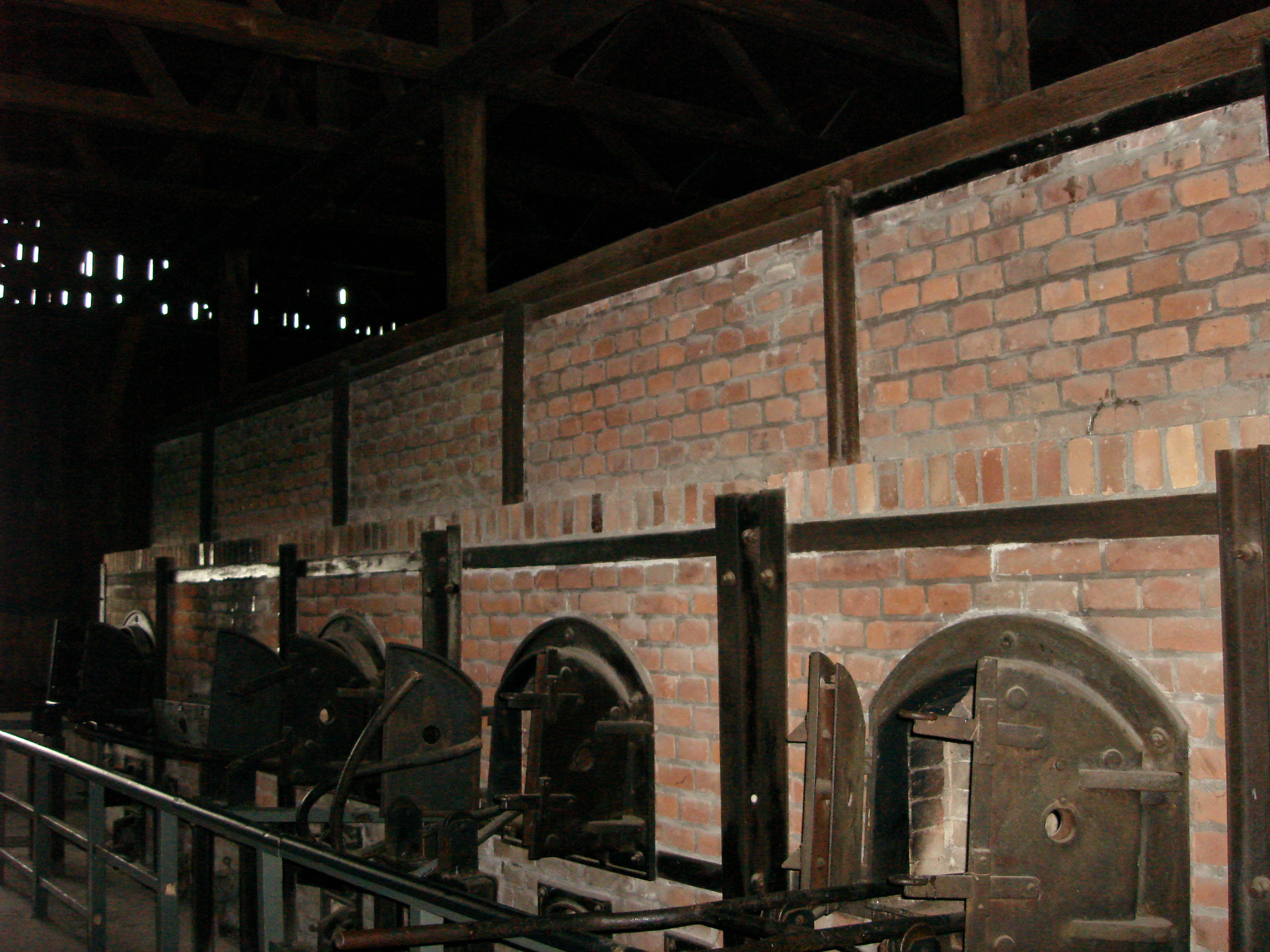
I forni originali conservati nel secondo crematorio di Majdanek, costruito nel 1943 da Heinrich Kori.

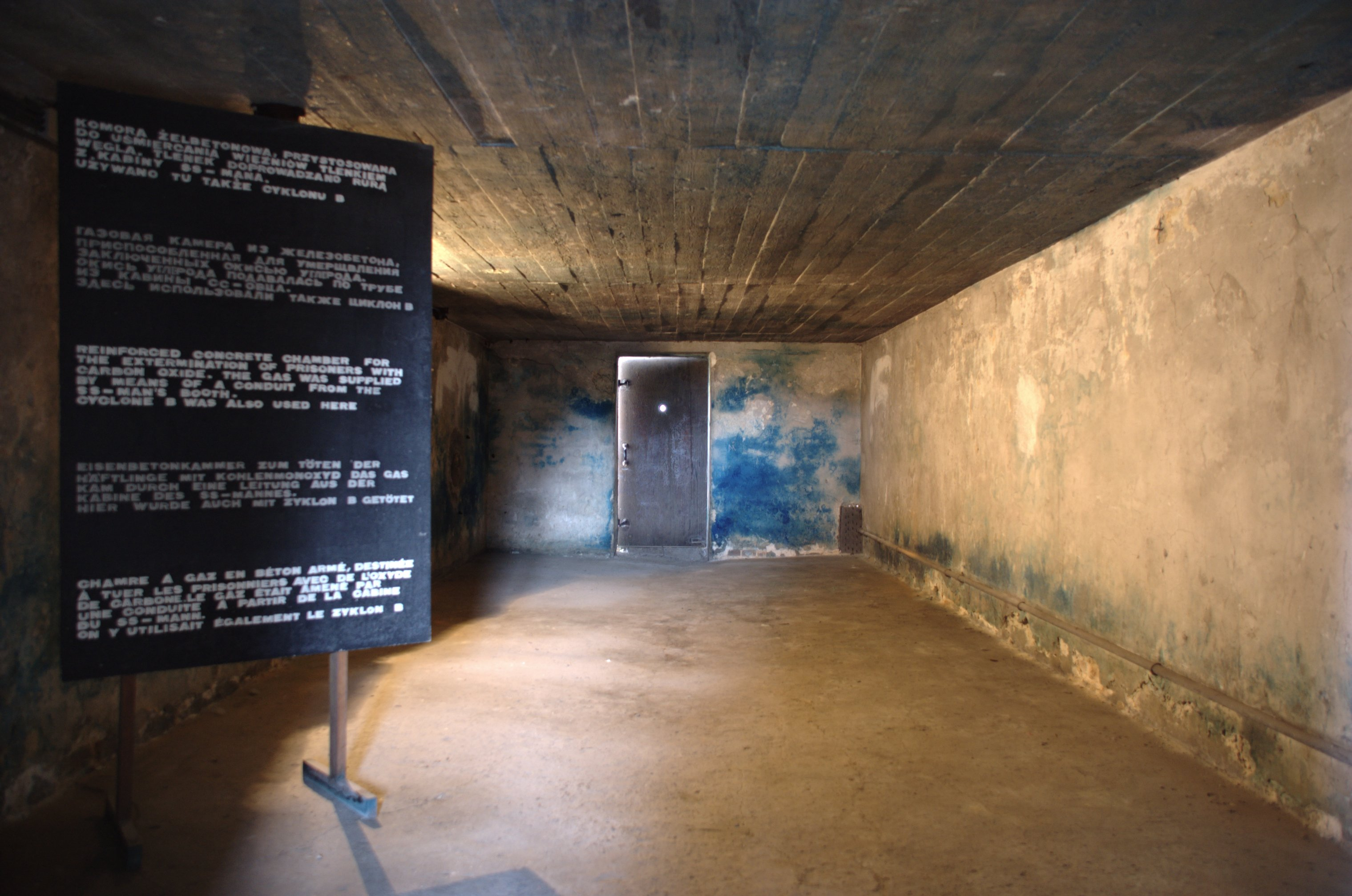
Una camera a gas originale, è visibile la macchia blu di Zyklon B sulla parete posteriore, bruciatura permanentemente sul cemento

I processi Majdanek sono stati una serie di processi consecutivi per crimini di guerra tenuti in Polonia e in Germania durante e dopo la seconda guerra mondiale, che costituiscono il processo per crimini di guerra nazisti più lungo della storia, durato oltre 30 anni. Il primo processo giudiziario contro gli ufficiali del campo di sterminio di Majdanek ebbe luogo dal 27 novembre 1944 al 2 dicembre 1944 a Lublino, in Polonia. L'ultimo, tenutosi presso il tribunale distrettuale di Düsseldorf, iniziò il 26 novembre 1975 e si concluse il 30 giugno 1981. È stato il processo più lungo e più costoso della Germania Ovest, della durata complessiva di 474 sedute.
Un certo numero di ex uomini delle SS di alto rango, ufficiali del campo, guardie del campo ed altro personale delle SS, fu chiamato in giudizio davanti ai tribunali con l'accusa di crimini di guerra e crimini contro l'umanità commessi a Majdanek nel periodo compreso tra il 1º ottobre 1941 e il 22 luglio 1944. In particolare, erano stati perseguiti solo 170 nazisti dei 1.037 membri del personale del campo, conosciuti per nome, che prestavano servizio a Majdanek. La metà degli accusati sono stati rilasciati dopo aver lamentato dolori e sofferenze durante la detenzione, e poi assolti dall'accusa di omicidio. Al contrario, quelli processati in precedenza in Polonia venivano generalmente giudicati colpevoli. Durante i 34 mesi di funzionamento del campo, più di 79.000 persone furono uccise nel solo campo principale di Majdanek (59.000 delle quali ebrei polacchi) e tra le 95.000 e le 130.000 persone nell'intero complesso di Majdanek. Circa 18.000 ebrei furono inoltre uccisi a Majdanek il 3 novembre 1943, considerato il più grande massacro dell'Olocausto compiuto in un solo giorno e in un unico campo, chiamato Harvest Festival (per un totale di 43.000 persone in 3 sottocampi).
In particolare, due comandanti del campo di concentramento di KL Majdanek furono processati dalle stesse SS, in parte a causa di quello che Majdanek rappresentava inizialmente, e cioè un deposito per oro, denaro e pellicce, il bottino rubato alle vittime dell'Olocausto dei treni diretti a Belzec, Sobibor e Treblinka. Entrambi gli uomini appartenenti alle SS furono accusati di aver derubato il Terzo Reich. Karl Otto Koch (in servizio a Majdanek dal luglio 1941 al 24 agosto 1942) fu fucilato il 5 aprile 1945 e Hermann Florstedt, il terzo capo di Majdanek (dall'ottobre 1942 in poi) fu giustiziato dalle SS il 15 aprile 1945.

## Il primo processo di Majdanek
Con l'arrivo dell'Armata rossa i tedeschi in ritirata non avevano avuto il tempo di distruggere le strutture del campo, rimasero infatti praticamente intatte. Questo fece di Majdanek un esempio, un campo che servì anche come luogo di sterminio, il meglio conservato nella storia dell'Olocausto con camere a gas e crematori non manomessi. I sovietici che avanzavano rimasero scioccati ed increduli della scoperta, tanto che inizialmente sopravvalutarono il numero possibile delle vittime.
Un gruppo di sei membri del personale di Majdanek che non era riuscito a fuggire, fu chiamato in giudizio davanti al Tribunale penale speciale sovietico-polacco subito dopo la liberazione del campo, il 23 luglio 1944. Dopo il processo e le deliberazioni durate dal 27 novembre 1944 al 2 dicembre 1944 tutti gli imputati furono giudicati colpevoli di crimini di guerra, di crimini contro l'umanità e di genocidio, e poi condannati a morte per impiccagione. Tra questi c'erano il SS-Obersturmführer Anton Thernes, il SS-Hauptsturmführer Wilhelm Gerstenmeier, il SS-Oberscharführer Hermann Vögel, il Kapo Edmund Pohlmann, il SS-Rottenführer Theodor Schöllen e il Kapo Heinrich Stalp, furono tutti giustiziati per impiccagione il 3 dicembre 1944 ad eccezione di Pohlmann, che si era suicidato la notte prima.

## Il secondo processo Majdanek (1946-1948)
La serie di processi che hanno avuto luogo tra il 1946 e il 1948 a Lublino in Polonia, di solito indicata come il secondo processo di Majdanek, consisteva in processi di vario genere. Circa 95 uomini delle SS, per lo più guardie (comprese quelle arrestate precedentemente nascoste nella Germania del dopoguerra), furono accusati di crimini di guerra e crimini contro l'umanità. Sette degli imputati sono stati condannati a morte. La più importante di loro era Elsa Ehrich, Oberaufseherin della divisione del campo donne e bambini, divisione liquidata nella primavera del 1944. Era responsabile delle selezioni per le camere a gas: Ehrich fu dichiarata colpevole di tutte le accuse e impiccata nel luglio 1948. Apparentemente, Ehrich fece un tentativo di creare un bordello nazista nel 1943, ma il progetto fu abbandonato prima della fruizione dopo che a una delle sue schiave prostitute fu diagnosticato il tifo.
La maggior parte degli altri uomini delle SS sono stati condannati a pene da 2 a 12 anni di reclusione.  Alcuni degli imputati più importanti nella serie di processi 1946-1948 includevano oltre 60 guardie del campo SS-Schütze. I molteplici procedimenti si sono svolti a Lublino, a Radom e Świdnica (1947), Cracovia, Wadowice e Toruń (1948) e Varsavia (1948), dove nel novembre 1950 si è svolta l'ultima causa in appello di Jacob Gemmel.
| #  | Imputato[10]          | Nascita           | Grado           | Mansione                   | Sentenza                                                              |
| -- | --------------------- | ----------------- | --------------- | -------------------------- | --------------------------------------------------------------------- |
| 1  | Elsa Ehrich           | 8 marzo 1914      | Oberaufseherin  | Sovrintendente             | morte per impiccagione (eseguita il 26 ottobre 1948)                  |
| 2  | Friedrich Gebhardt    | 26 febbraio 1899  | SS-Unterscharf. | Guardia del campo          | morte per impiccagione (eseguita il 15 novembre 1948)                 |
| 3  | Kurt Möller (Moeller) | 11 gennaio 1918   | SS-Oberscharf.  | Capo squadra               | morte per impiccagione (eseguita il 6 ottobre 1948)                   |
| 4  | Jacob Niessner        | 19 gennaio 1908   | SS-Schütze      | Guardia del campo          | morte per impiccagione (eseguita il 14 luglio 1948)                   |
| 5  | Michael Pelger        | 27 marzo 1908     | SS-Rottenf.     | Capo squadra               | morte per impiccagione (eseguita)                                     |
| 6  | Peter Reiss           | 22 febbraio 1901  | SS-Sturmmann    | Sturmabteilung             | morte per impiccagione (eseguita il 23 giugno 1948)                   |
| 7  | Franz Söss (Süss)     | 30 novembre 1912  | SS-Rottenf.     | Capo squadra               | morte per impiccagione (eseguita il 20 settembre 1949)                |
| 8  | Friedrich Buschbaum   | 14 settembre 1904 | SS-Schütze      | Guardia del campo          | condanna a morte (commutata a 15 anni di carcere il 31 maggio 1956)   |
| 9  | Johann Weiss          | 24 febbraio 1915  | SS-Schütze      | Guardia del campo          | condanna a morte (commutata a 10 anni di carcere)                     |
| 10 | Wilhelm Reinartz      | 17 marzo 1910     | SS-Unterscharf. | Infermiere                 | condanna a morte (commutata a 2 anni per malattia terminale)          |
| 11 | Johann Vormittag      | 5 agosto 1904     | SS-Schütze      | Guardia del campo          | ergastolo (rilasciato il 11 marzo 1953)                               |
| 12 | Jacob Gemmel          | 27 maggio 1913    | SS-Schütze      | Guardia del campo          | ergastolo (commutata a 12 anni di carcere)                            |
| 13 | Robert Frick          | 15 ottobre 1918   | SS-Unterscharf. | Guardia del campo          | 15 anni di carcere (rilasciato il 2 maggio 1956)                      |
| 14 | Georg Fleischer       | 24 novembre 1911  | SS-Schütze      | Guardia del campo          | 12 anni di carcere (rilasciato il 2 maggio 1956)                      |
| 15 | Johann Kessler        | 28 febbraio 1910  | SS-Sturmmann    | Sturmabteilung             | 12 anni di carcere (morto il 25 febbraio 1950)                        |
| 16 | Hans Kottre (Kotre)   | 22 agosto 1912    | SS-Sturmmann    | Sturmabteilung             | 12 anni di carcere (rilasciato il 9 maggio 1956)                      |
| 17 | Andreas Lahner        | 10 dicembre 1921  | SS-Sturmmann    | Sturmabteilung             | 12 anni di carcere (rilasciato il 2 maggio 1956)                      |
| 18 | Georg Neu             | 1 agosto 1921     | SS-Schütze      | Guardia del campo          | 12 anni di carcere (rilasciato il 9 maggio 1956)                      |
| 19 | Franz Wirth           | 8 novembre 1909   | SS-Rottenf.     | Guardia del campo          | 12 anni di carcere                                                    |
| 20 | Andreas Buttinger     | 29 maggio 1910    | SS-Schütze      | Guardia del campo          | 10 anni di carcere (morto il 26 aprile 1949)                          |
| 21 | Jacob Jost            | 6 ottobre 1895    | SS-Oberscharf.  | Guardia del campo          | 10 anni di carcere (rilasciato il 30 aprile 1956)                     |
| 22 | Martin Löx            | 7 febbraio 1908   | SS-Rottenf.     | Guardia del campo          | 10 anni di carcere (morto il 26 giugno 1949)                          |
| 23 | Kasper Marksteiner    | 1 novembre 1913   | SS-Sturmmann    | Guardia del campo          | 10 anni di carcere (morto il 20 giugno 1949)                          |
| 24 | Hans Aufmuth          | 18 gennaio 1905   | SS-Schütze      | Guardia del campo          | 8 anni di carcere (rilasciato il 17 marzo 1954)                       |
| 25 | Johann Betz           | 18 dicembre 1906  | SS-Sturmmann    | Guardia del campo          | 8 anni di carcere (rilasciato il 3 luglio 1955)                       |
| 26 | Anton Hoffmann        | 17 settembre 1910 | SS-Sturmmann    | Guardia del campo          | 8 anni di carcere (rilasciato il 17 dicembre 1954)                    |
| 27 | Johann Radler         | 9 settembre 1909  | SS-Schütze      | Guardia del campo          | 8 anni di carcere (rilasciato il 1 marzo 1955)                        |
| 28 | Thomas Radrich        | 19 ottobre 1912   | SS-Rottenf.     | Guardia del campo          | 8 anni di carcere                                                     |
| 29 | Johann Setz           | 26 giugno 1907    | SS-Sturmman     | Guardia del campo          | 8 anni di carcere (estradato in Germania il 28 febbraio 1955)         |
| 30 | Michael Bertl         | 23 giugno 1909    | SS-Sturmmann    | Guardia del campo          | 7 anni di carcere (rilasciato il 15 luglio 1954)                      |
| 31 | Paul Keller           | 16 ottobre 1910   | SS-Sturmmann    | Guardia del campo          | 7 anni di carcere (rilasciato il 15 luglio 1954)                      |
| 32 | Karl Müller           | 10 marzo 1907     | SS-Sturmmann    | Block leader               | 7 anni di carcere                                                     |
| 33 | Walter Biernat        | 28 marzo 1920     | SS-Rottenf.     | Guardia del campo          | 6 anni di carcere (morto il 6 febbraio 1952)                          |
| 34 | Josef Hartmann        | 22 marzo 1918     | SS-Sturmmann    | Guardia del campo          | 6 anni di carcere (rilasciato il 5 gennaio 1954)                      |
| 35 | Hans Georg Hess       | 17 giugno 1910    | SS-Rottenf.     | Guardia del campo          | 6 anni di carcere                                                     |
| 36 | Heinrich Kühn         | 16 dicembre 1909  | SS-Sturmmann    | Guardia di Auschwitz       | 6 anni di carcere (morto il 16 aprile 1951)                           |
| 37 | Franz Vormittag       | 23 gennaio 1920   | SS-Sturmmann    | Guardia del campo          | 6 anni di carcere                                                     |
| 38 | Helmut Zach           | 19 agosto 1909    | SS-Unterscharf. | Guardia del campo          | 6 anni di carcere                                                     |
| 39 | Jacob Dialler         | 8 dicembre 1913   | SS-Sturmmann    | Guardia del campo          | 5 anni di carcere (rilasciato il 23 dicembre 1951)                    |
| 40 | Hans Durst            | 23 novembre 1909  | SS-Rottenf.     | Guardia del campo          | 5 anni di carcere                                                     |
| 41 | Franz Kaufmann        | 23 luglio 1908    | SS-Unterscharf. | Guardia del campo          | 5 anni di carcere                                                     |
| 42 | Paul Kiss             | 13 luglio 1902    | SS-Sturmmann    | Guardia del campo          | 5 anni di carcere (morto il 26 aprile 1950)                           |
| 43 | Johann Kubasak        | 31 dicembre 1909  | SS-Rottenf.     | Guardia del campo          | 5 anni di carcere                                                     |
| 44 | Johann Lassner        | 26 luglio 1909    | SS-Schütze      | Guardia del campo          | 5 anni di carcere                                                     |
| 45 | Johann Lienert        | 5 agosto 1915     | SS-Sturmmann    | Guardia del campo          | 5 anni di carcere (morto il 16 giugno 1949)                           |
| 46 | Stefan Mantsch        | 24 settembre 1922 | SS-Schütze      | Guardia del campo          | 5 anni di carcere (rilasciato il 12 aprile 1951)                      |
| 47 | Hans Merle            | 15 maggio 1914    | SS-Schütze      | Guardia del campo          | 5 anni di carcere (rilasciato il 2 gennaio 1953)                      |
| 48 | Kurt Erwin Ohnweiler  | 25 marzo 1913     | SS-Schütze      | Guardia del campo          | 5 anni di carcere (rilasciato il 1 marzo 1952)                        |
| 49 | Michael Thal          | 16 gennaio 1910   | SS-Schütze      | Guardia del campo          | 5 anni di carcere                                                     |
| 50 | Jacob Vormittag       | 8 marzo 1909      | SS-Sturmman     | Guardia del campo          | 5 anni di carcere                                                     |
| 51 | Martin Berger         | 18 gennaio 1910   | SS-Rottenf.     | Guardia del campo          | 4 anni di carcere (morto il 15 ottobre 1948)                          |
| 52 | Michael Fleischer     | 18 agosto 1912    | SS-Rottenf.     | Guardia del campo          | 4 anni di carcere                                                     |
| 53 | Franz Habel           | 31 maggio 1912    | SS-Rottenf.     | Guardia del campo          | 4 anni di carcere                                                     |
| 54 | Karl Brückner         | 5 maggio 1904     | SS-Unterscharf. | Guardia del campo          | 4 anni di carcere (rilasciato il 28 febbraio 1951)                    |
| 55 | Josef Janowitsch      | 22 agosto 1910    | SS-Sturmmann    | Guardia del campo          | 4 anni di carcere                                                     |
| 56 | Johann Günesch        | 17 maggio 1913    | SS-Schütze      | Guardia del campo          | 3 anni e 6 mesi di carcere (estradato in Germania il 9 febbraio 1951) |
| 57 | Fritz Frischolz       | 5 ottobre 1911    | SS-Oberscharf.  | Guardia del campo          | 8 anni di carcere (rilasciato il 10 marzo 1955)                       |
| 58 | Michael Gall          | 22 luglio 1902    | SS-Schütze      | Guardia del campo          | 3 anni di carcere (estradato in Germania il 15 gennaio 1951)          |
| 59 | Hans Grabert          | 31 maggio 1907    | SS-Oberscharf   | Amministrazione del campo  | 3 anni di carcere (estradato in Germania il 16 giugno 1950)           |
| 60 | Stefan Mantsch        | 24 settembre 1922 | SS-Schütze      | Guardia del campo          | 3 anni di carcere (rilasciato il 12 aprile 1951)                      |
| 61 | Josef Moos            | 24 gennaio 1904   | SS-Rottenf.     | Infermiere delle selezioni | 3 anni di carcere (morto il 20 aprile 1950)                           |
| 62 | Konrad Anacker        | 13 febbraio 1892  | SS-Schütze      | Guardia del campo          | 3 anni di carcere (rilasciato il 26 giugno 1950)                      |
| 63 | Wilhelm Petrak        | 14 febbraio 1909  | SS-Sturmmann    | Guardia del campo          | 8 anni di carcere (morto di malattia dopo 2 anni il 28 luglio 1948)   |

## Il terzo processo Majdanek (1975-1981)
Al terzo processo Majdanek, tenutosi tra il 26 novembre 1975 e il 30 giugno 1981, davanti a un tribunale della Germania occidentale a Düsseldorf, furono chiamati in giudizio sedici imputati. Cinque sono stati assolti da tutte le accuse, due rilasciati per problemi di salute, uno è morto di vecchiaia e otto sono stati giudicati colpevoli. Sono stati condannati da 3 a 12 anni di reclusione. Il 3º processo Majdanek fu preceduto dai processi di Treblinka sempre a Düsseldorf nel 1964 e 1970. Il processo Majdanek durò sei anni e si concluse il 30 giugno 1981. Secondo l'accusa non vi erano motivi sufficienti per incriminare altri sospetti, molti dei testimoni chiave erano morti.
In particolare, il vice comandante del campo, Arnold Strippel, implicato nella tortura e nell'uccisione di molte dozzine di prigionieri (inclusi 42 prigionieri di guerra sovietici nel luglio 1942), ricevette una pena nominale di 3 anni e mezzo. Ha anche ricevuto un rimborso di 121.500 marchi tedeschi per il mancato guadagno e per i suoi contributi previdenziali, che ha poi utilizzato per l'acquisto di un condominio a Francoforte, dove ha vissuto fino alla morte.
| #  | Imputato                    | Nascita           | Grado           | Mansione                         | Sentenza                                |
| -- | --------------------------- | ----------------- | --------------- | -------------------------------- | --------------------------------------- |
| 1  | Alice Orlowski              | 30 settembre 1903 | SS Aufseherin   | Sorvegliante del campo           | morte naturale durante il processo      |
| 2  | Hermine Braunsteiner        | 16 luglio 1919    | Rapportführerin | Responsabile del campo femminile | 3 anni (Vienna), ergastolo (Düsseldorf) |
| 3  | Hildegard Lachert           | 19 marzo 1920     | Aufseherin      | Sorvegliante del campo           | 12 anni di carcere                      |
| 4  | Hermann Hackmann            | 11 novembre 1913  | SS-Hauptst.     | Comandante del campo             | 10 anni di carcere                      |
| 5  | Emil Laurich                | 21 maggio 1921    | SS-Rottenf.     | Ideologo                         | 8 anni di carcere                       |
| 6  | Heinz Villain               | 1 febbraio 1921   | SS-Unterscharf. | Comandante del campo             | 6 anni di carcere                       |
| 7  | Fritz-Heinrich Petrick      | 22 gennaio 1913   | SS-Oberscharf.  | Guardia del campo                | 4 anni di carcere                       |
| 8  | Arnold Strippel             | 2 giugno 1911     | SS-Obersturm.   | Direttore del campo              | 3 anni e 6 mesi di carcere              |
| 9  | Thomas Ellwanger            | 3 marzo 1917      | SS-Unterscharf. | Guardia del campo                | 3 anni di carcere                       |
| 10 | Wilhelm Reinartz            | 17 marzo 1910     | SS-Unterscharf. | Infermiere delle selezioni       | rilasciato per malattia                 |
| 11 | Joanna (Johanna) Zelle      |                   | SS-Gefolge      | Guardia del campo                | rilasciato per malattia                 |
| 12 | Heinrich Schmidt            | 27 marzo 1912     | SS-Hauptsturmf. | Medico delle selezioni           | assolto e rilasciato                    |
| 13 | Charlotte Mayer             | 7 febbraio 1918   |                 | Manutenzione                     | assolto e rilasciato                    |
| 14 | Rosy Suess or (Rosa) Süss   | 16 settembre 1920 |                 | Manutenzione                     | assolto e rilasciato                    |
| 15 | Heinrich Groffmann          |                   | SS-Rottenf.     | Comandante del campo             | assolto e rilasciato                    |
| 16 | Hermine Boettcher-Brueckner | 26 aprile 1918    |                 | Manutenzione                     | assolto e rilasciato                    |

## I processi per crimini di guerra post 1981 Majdanek
Nel 1989 Karl-Friedrich Höcker fu processato e condannato per le sue azioni a Majdanek.